# براچیانو
براچیانو (به ایتالیایی: Bracciano) یک کومونه در ایتالیا است که در استان رم واقع شده‌است.

## خصوصیات
براچیانو ۱۴۲ کیلومترمربع مساحت و ۱۹٬۳۸۴ نفر جمعیت دارد و ۲۸۰ متر بالاتر از سطح دریا واقع شده‌است.

## خواهرخوانده
شهرهای نویزس، شاتنه-ملبری و هوخه‌فین خواهرخوانده‌های براچیانو هستند.